# Marco Casagrande
Marco Casagrande (Campea, 1804. szeptember 18. – Cison di Valmarino, 1880. február 5.) olasz szobrász. Hazáján kívül a Magyar Királyságban két évtizedig dolgozott előbb az egri főszékesegyház, majd az esztergomi bazilika díszítésén.

## Élete
Veneto tartomány Miane nevű községében, parasztcsaládban született. Campea frakció urai Giovambattista, Vettore és Bartolomeo Gera nagylelkűen igen fiatalon beíratták a velencei szépművészeti akadémiára, Luigi Zandomeneghi mester keze alá.
1825-ben Angelica és Medoro című művével elnyerte a Brerai Akadémia első díját. Ekkoriban Étienne Jacques Joseph Macdonald francia birodalmi marsall, Taranto hercege megbízta Paolina Bonaparte szobrának megalkotásàval, Canovához pedig mecénása, Bartolomeo Gera ajánlotta be.
Ferrara városában 1829-ben kifaragta a Fortuna megnyitja az ég csatornáit és bőséget teremt szoborcsoportot a Camerini-palota timpanonjába és más műveket.
1830-ban, csupán 26 évesen kinevezték a velencei szépművészeti akadémia tiszteletbeli tagjává.
Tanulmányai befejeztével munkálkodott Conegliano (Villa Gera), Treviso (Palazzo Bortolan) és Padova városában. Velencében Pyrker János László főpap, az egri főegyházmegye későbbi érseke, miután megbízta Keresztelő János szobrának kifaragásàval, rábízta az egri főszékesegyház szobordíszeinek megalkotásàt.

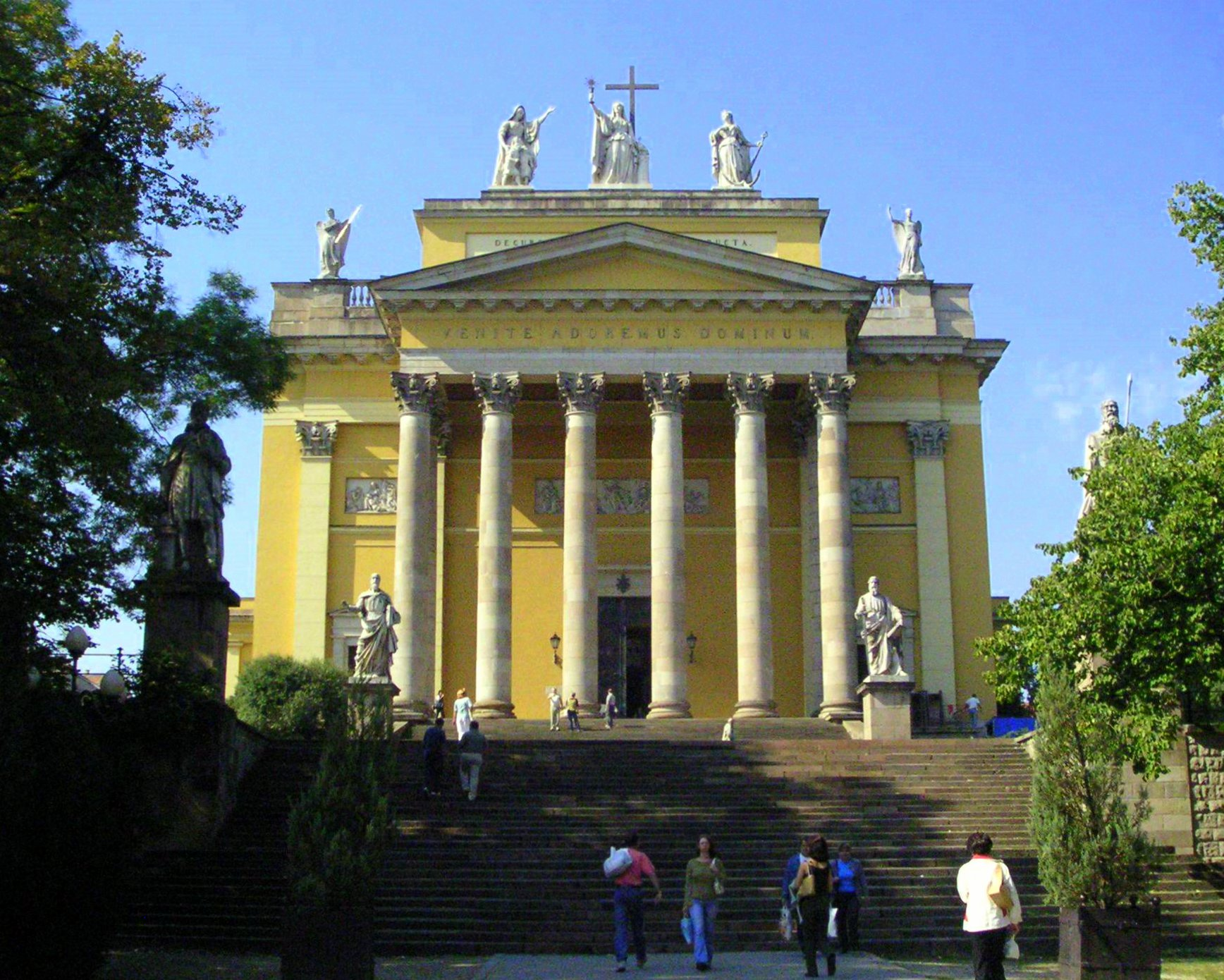
Az egri főszékesegyház

1833-ban Pyrker egri érsek hívására érkezett Magyarországra. Ő készítette az egri főszékesegyház szobrait, többek között a feljáró melletti monumentális szobrokat – elöl a két magyar szent király, István és László, hátul a két főapostol, Péter és Pál láthatók –, valamint templombelső 28 falmezején a Jézus életéből vett jeleneteket. A bazilikát 1836-ban szentelték fel.
A lépcsőzet két oldalán 2-2 talapzatra állított 4 méteres kőszobra áll. Az első szobor bal oldalon Szent István királyt, jobb oldalon Szent László királyt ábrázolja, míg mögöttük balra Szent Péter, jobbra Szent Pál áll. E szoborcsoport folytatásaként a főhomlokzaton az épület két sarkán az isteni Igazság és az isteni Szeretet kerubjai állnak. Ezek, valamint az oszlopcsarnok fölött álló Hit, Remény, Szeretet szobrok szintén az ő alkotásai. Miként azok a főhomlokzatot díszítő, falba süllyesztett, téglalap alakú domborművek is, amelyek témája: Jézus levétele a keresztről, Jézus kiűzi a templomból a kufárokat, A tizenkét éves Jézus az írástudók körében.

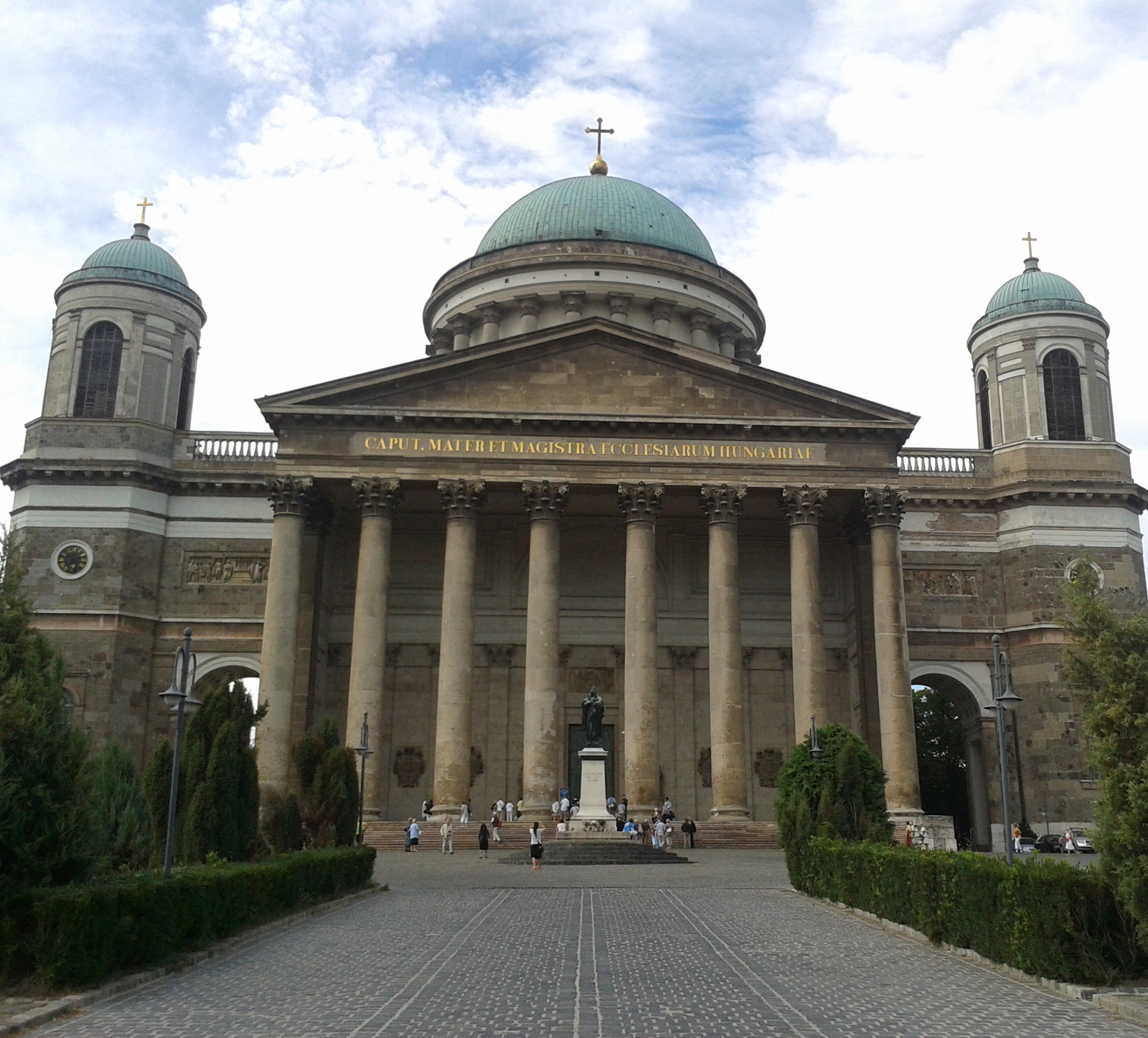
Az esztergomi bazilika

1837-ben Pesten telepedett le. Ebben a periódusban sok helyi nobilitás meghívta pesti, egri vagy más városokban lévő palotájának díszítésére. Például a fáji Fáy-kastélyban a díszterem falain 1845-ben készült, eme fehér márvány domborművei láthatók: „Szatír ünnep” vagy „Pán a nimfákkal”, „A római Lukrétia története” és az „Auróra”, a klasszicista szobrászat jellegzetes és magas színvonalú emlékei. Valószínűleg az udvari bejárat fölötti címertartó harsonás angyalok is Casagrande művei.
1841 után az esztergomi bazilika szobordíszein dolgozott. Kopácsy József hercegprímás bízta meg az épülő székesegyház szobrainak kifaragásával. 1845-ben feleségül vette Kovács Máriát, az egri érsekség szabójának leányát. 1847-ben meghalt Pyrker prímás, a következő évben pedig jótevője, Bartolomeo Gera is. Hosszú ittartózkodása alatt aktívan bekapcsolódott a hazai művészeti közéletbe: nemcsak a Mátyás-emlékmű pályázatán vett részt, hanem 1848-ban a márciusi forradalom emlékére „Szabadságoszlop”-tervet is készített. Az szabadságharc leverése után nem kapott Magyarországon munkát, ezért hazatért Velencébe, Az 1848-as forradalmak egész Európát felbolydították, otthon éppen az első olasz függetlenségi háború dúlt. Előbb Valmarenóban, majd Cison di Valmarino városában telepedett le. Itt a helyi templomon, a Coneglianói dómon, a feltrei Berton-palotán, Agordo érseki templomán, a serravallei dómon, Moriago della Battaglia és Lutrano templomain, valamint nemesek és egyháziak mellszobrain dolgozott.
1856-ban visszahívták Magyarországra az esztergomi bazilika négy hatalmas szobrának megalkotására. A székesegyház ünnepélyes felavatásán részt vett Ferenc József császár, aki dicsérete az olasz művészt. Ám egyszer csak felforgatónak tekintették 1848-as távozása miatt, amikor Veneto közel állt az Osztrák Császárságtól való elszakadáshoz, így ezután magyar földön már nem kapott megbízásokat. Ez arra szorította a szobrászt, hogy ismét hazatérjen.
1860-ban nekilátott a Gipsoteca canoviana (Canova-gipszgaléria) stílusában egy kis templom felépítésének Cison di Valmarino közelében, helyi munkások közreműködésével.
Ezekben az években elkedvetlenítette, hogy kevés megbízást kapott, és egy régi munkahelyi baleset is súlyosan megbetegítette.
Cison di Valmarinó-i otthonában, 1880. február 5-én hunyt el.

## Érdemei
Valószínűleg azért kevésbé ismert nagy kortársainál, mert sok művét – tévesen – mestere, Zandomeneghi vagy Canova alkotásának könyvelték el.
Szobrászműhelyében magyar segédekkel dolgozott, és ezzel hozzájárult egy szélesebb körű itthoni szobrásziskola kialakulásához, a venetói mesterek tudásának áthozatalával.
A monumentális szobrászat és a kisplasztika olyan mestere volt, akinek képességei, tanultsága termékenyítően hatottak anélkül, hogy műveinek bármilyen nemzeti jellegük, a hazai hagyományokhoz kapcsolódó száluk lett volna.

## Fordítás
Ez a szócikk részben vagy egészben  a   Marco Casagrande című olasz Wikipédia-szócikk ezen változatának fordításán alapul.  Az eredeti cikk szerkesztőit annak laptörténete sorolja fel. Ez a jelzés csupán a megfogalmazás eredetét és a szerzői jogokat jelzi, nem szolgál a cikkben szereplő információk forrásmegjelöléseként.